# Prison Hỏa Lò

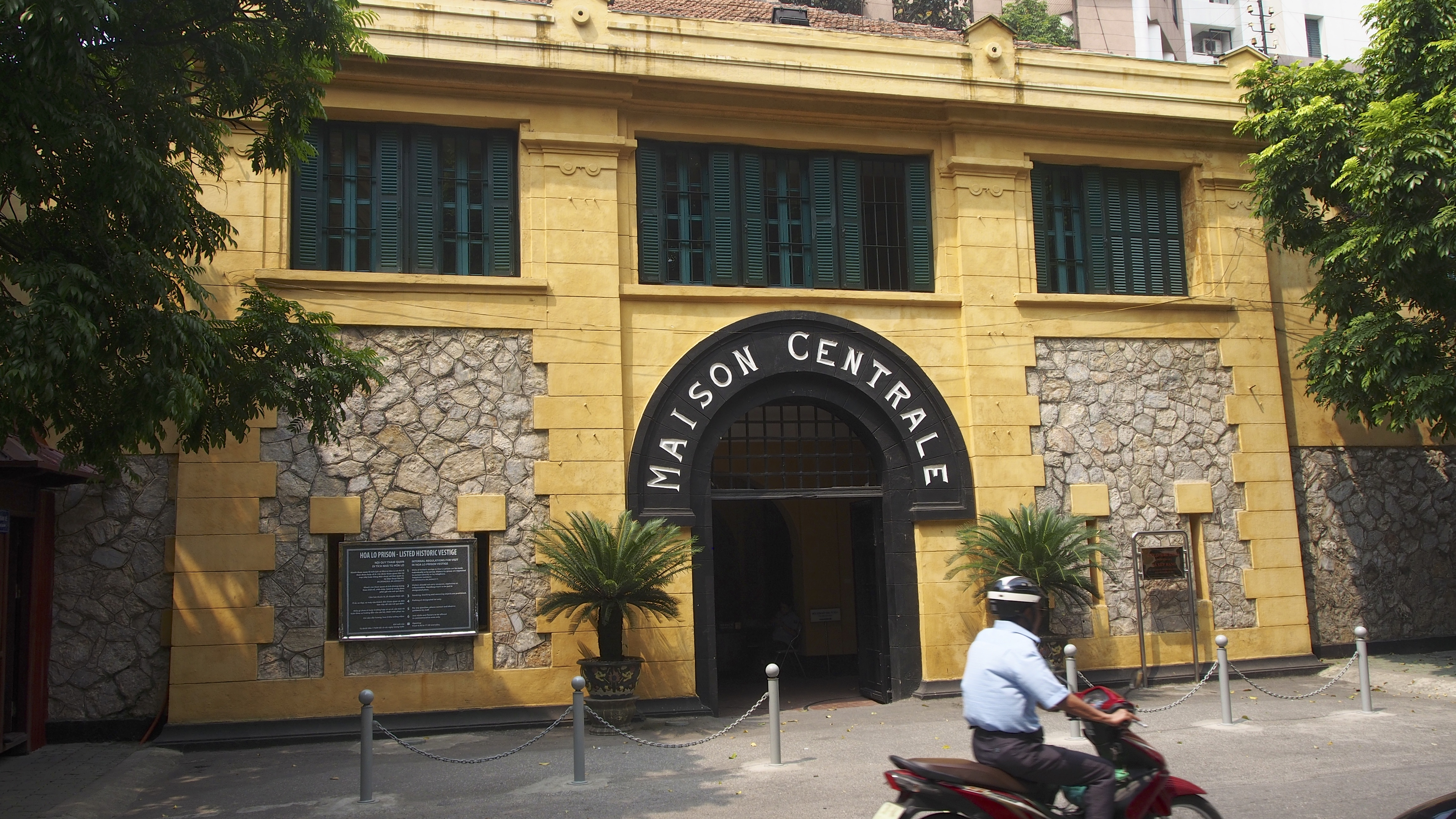
Entrée de la prison Hỏa Lò.

La prison Hỏa Lò est une ancienne prison située à Hanoï au Vietnam, également appelée Maison centrale ou ironiquement Hanoi Hilton. Elle a été construite alors que l'Indochine faisait partie intégrante de l'empire français. Détruite en partie en 1990, elle est maintenant un musée.

## Histoire
La prison a été construite dans un quadrilatère de Hanoï où étaient regroupés plusieurs marchands de poêles à bois et à charbon. L'entrée principale s'ouvrait dans la rue Hỏa Lò dont le sens peut être traduit par fournaise, d'où le nom de la prison. Avec ses 12 908 m2, elle était alors l'une des plus importantes prisons d'Indochine.
La création de la prison est décidée par l'administration coloniale française chargée de l'Indochine à l'époque. Sa fonction consiste à incarcérer les patriotes vietnamiens et les combattants révolutionnaires[réf. nécessaire]. La Maison centrale ouvre ses portes en 1896 après trois années de construction. Elle demeure en activité jusqu'en 1954, date à laquelle elle devient une prison pour les criminels de droit commun, puis, de 1964 à 1973, pour les pilotes américains faits prisonniers.
Redevenu prison d'État à la fin de la guerre d'indépendance, l'établissement est en partie démoli pour permettre la construction d'un complexe commercial et résidentiel. Les 2 434 m2 restants sont classés monument historique en 1997 et transformés en musée.
Le musée est constitué de trois bâtiments de deux étages. Ils contiennent les cellules communes pour hommes et pour femmes, des cellules isolées pour les condamnés, les cachots et des salles d'exposition. Le site est entouré des murs de pierre originaux de 5 m de haut.
Parmi les objets exposés, se trouve la guillotine qui servait à exécuter les condamnés au temps de la colonisation française, des témoignages de la situation carcérale durant le régime français, ainsi que des documents et des photographies de prisonniers américains, dont un uniforme attribué à l'ancien candidat à la présidence américaine, John McCain.
Les bouches d’égout par lesquelles eurent lieu des évasions, notamment en 1945 lorsqu'une centaine de prisonniers purent ainsi s'échapper, sont exposées. En 1954, la prison abritait près de 2 000 prisonniers retenus dans des conditions très difficiles et souvent victimes de tortures et de nourritures avariées[réf. nécessaire].
Plusieurs pilotes militaires américains capturés ont été enfermés dans la prison, entre 1964 et 1973. Ce sont eux qui ont par dérision surnommé l'endroit le Hanoi Hilton. Le film The Hanoi Hilton relate cette période durant laquelle plusieurs prisonniers ont subi des tortures et des sévices, les séquelles laissées sur les prisonniers libérés laissant peu de crédit au démenti des autorités vietnamiennes.

## Galerie

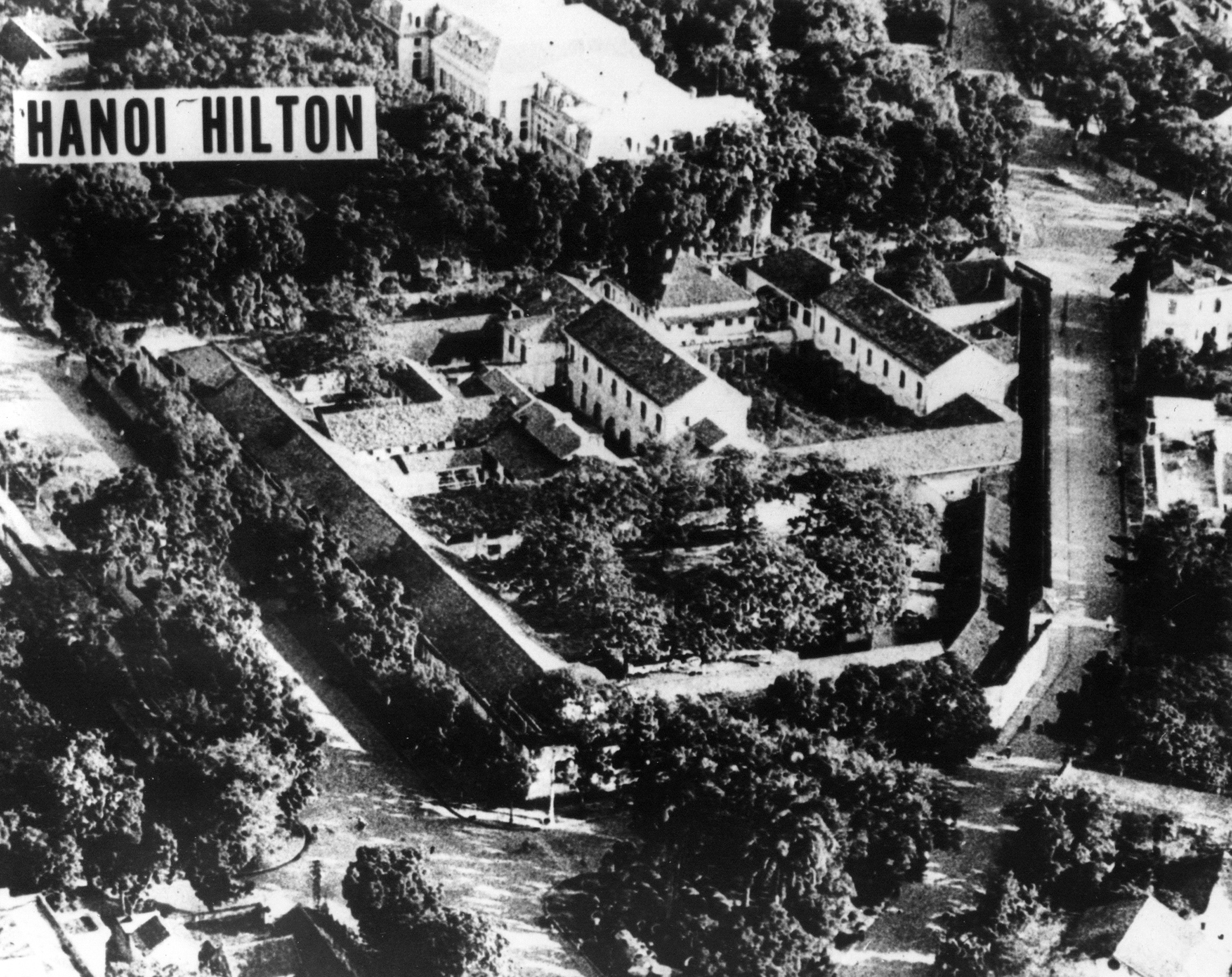
Vue aérienne.
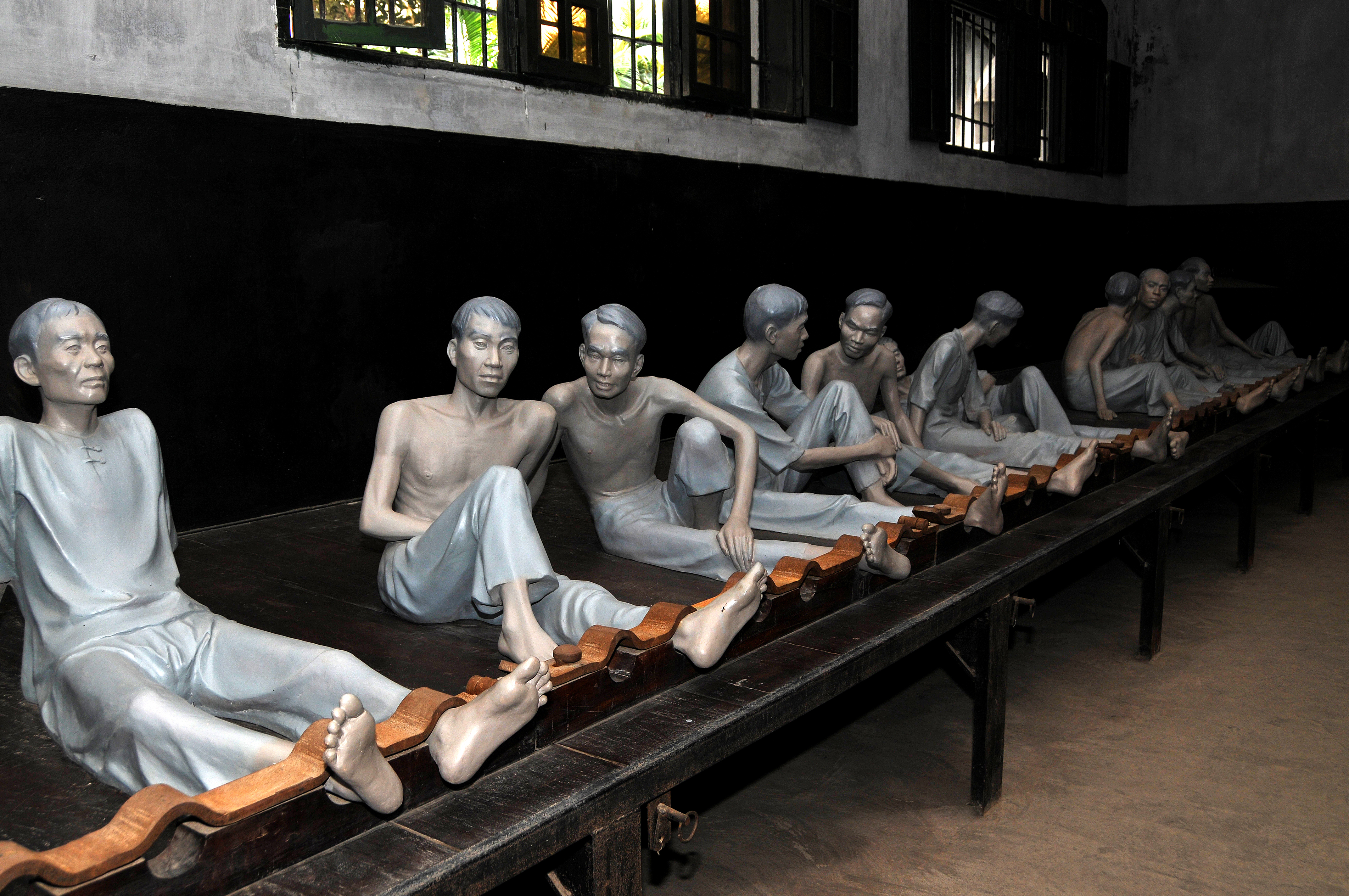
Mannequins illustrant les conditions de détention dans les salles communes.
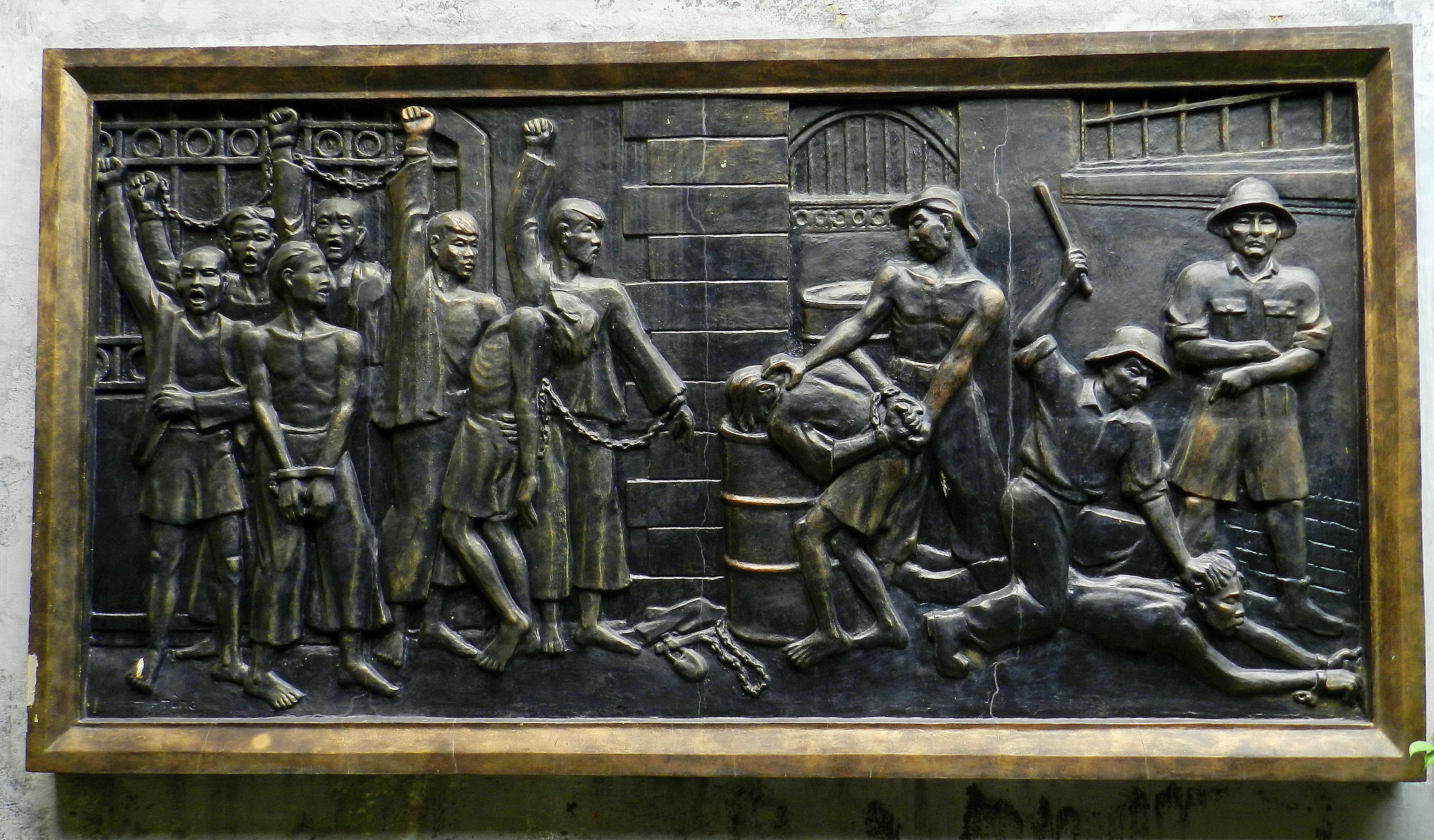
Bas-reliefs rappelant les sévices subis par les prisonniers politiques vietnamiens.
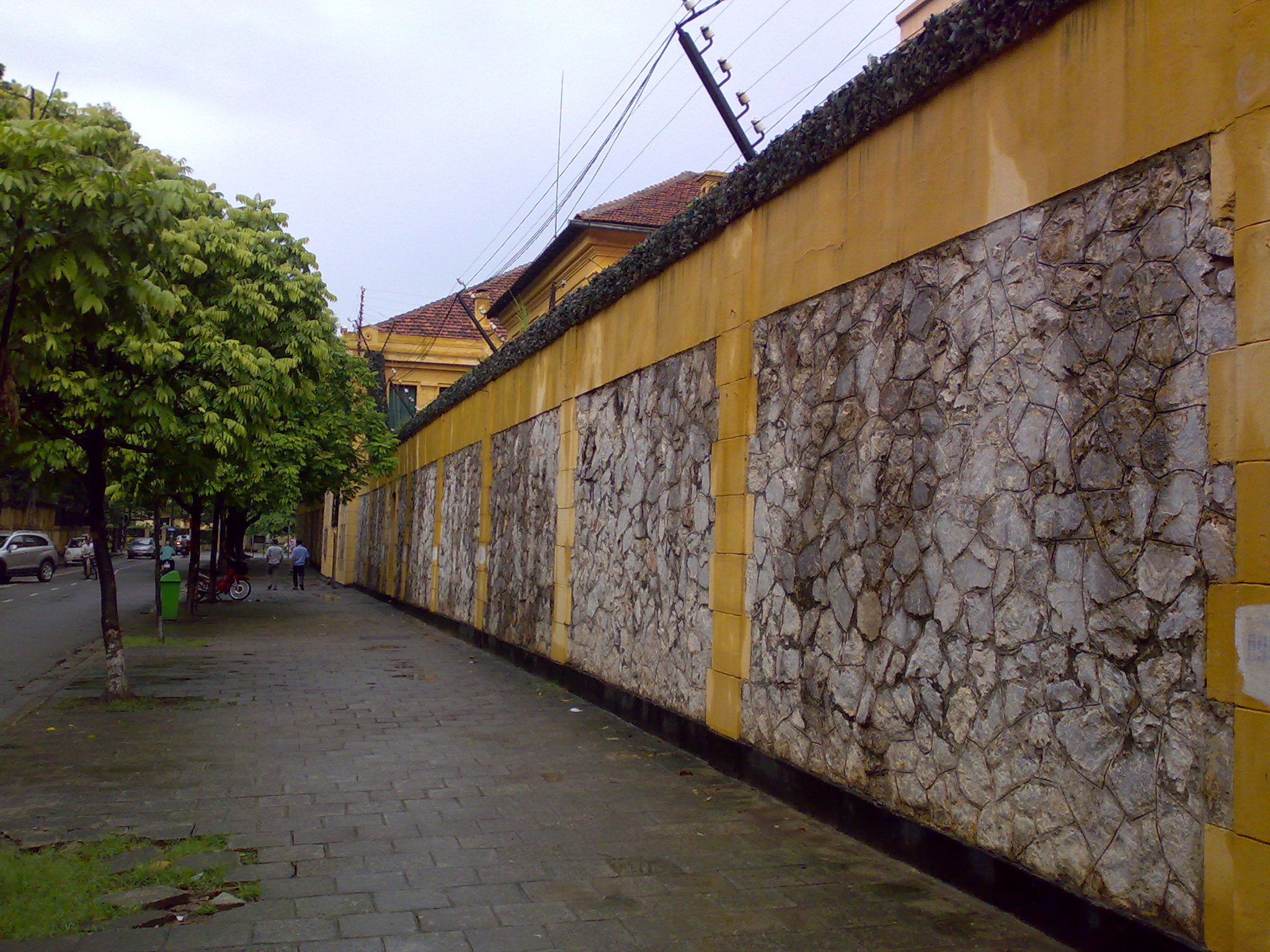
Mur d'enceinte de la prison.
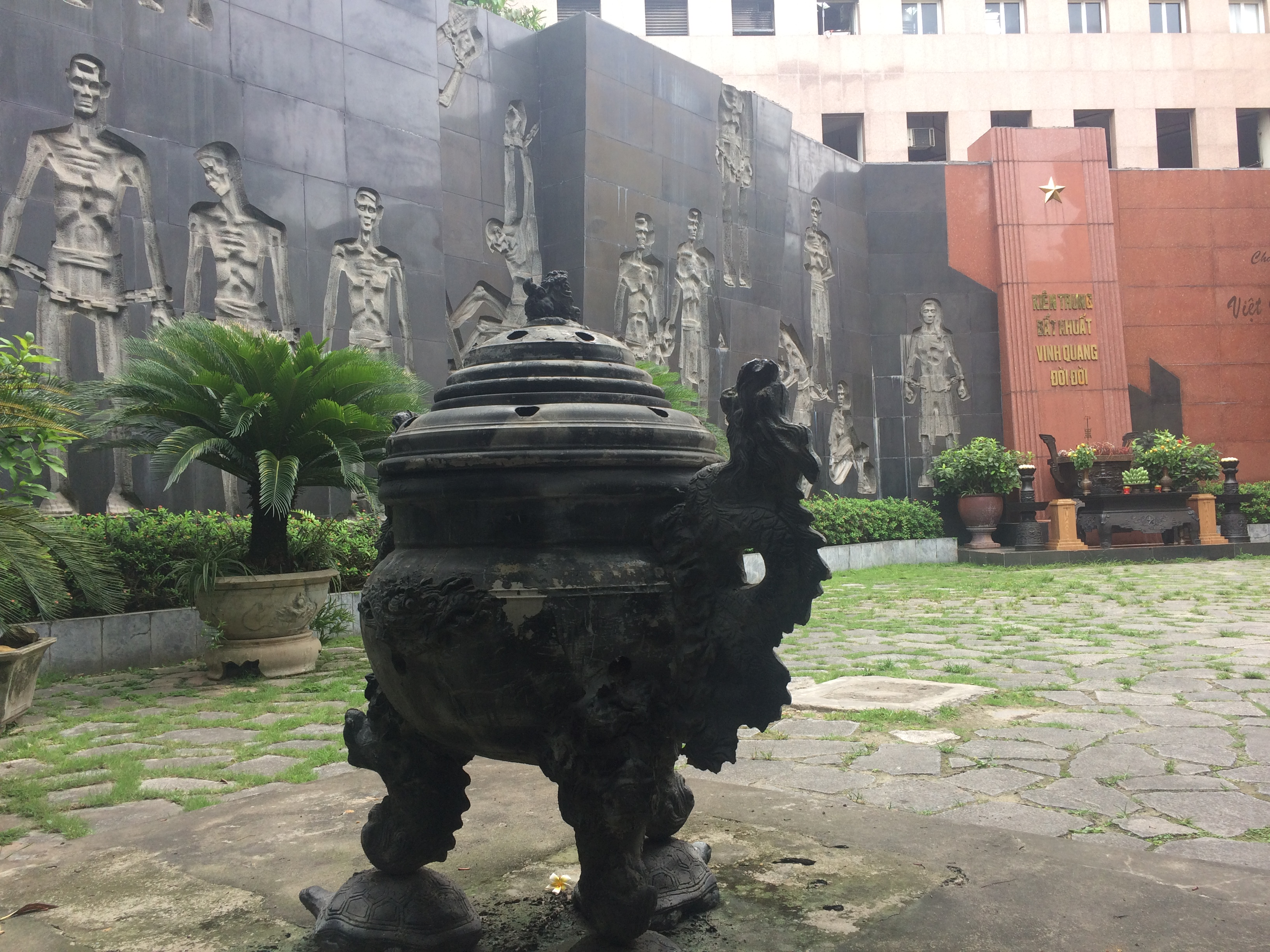
Mémorial dédié aux prisonniers vietnamiens, prison de Hoa Lo , Hanoi, Vietnam

## Source
- (en) Ly Ba Toan, Hoa Lo Prison Historical Relic, Hanoï, Hongduc Publishing House, 2013, 30 p.